# 伊戈尔·格卢什切维奇

伊戈尔·格卢什切维奇（Igor Gluščević，1974年3月30日—），出生于布德瓦，是一名已经退役的黑山职业足球运动员，司職前鋒。

## 連結
- BDFutbol profile （页面存档备份，存于）
- Profile at Zerozero